# Tweety
Piu-Piu (no original, Tweety Bird), é um passarinho, personagem de desenho animado criado por Bob Clampett em 1940. Faz parte da série Looney Tunes, produzida pela Warner Bros. É perseguido por Sylvester/Frajola.
Mostra-se como um personagem extremamente meigo e doce, mas reage com extrema maldade aos ataques do gato Frajola muitas vezes chegando a manipular um buldogue ou se esconder atrás da Vovó para evitar o gato, mas no final ele sempre consegue humilhar Frajola. Seu bordão é "Eu acho que vi um gatinho!". Seu temperamento era inicialmente curto e muitas vezes estava com raiva. À medida que seu personagem progredia, ele ficou mais calmo. Apesar da aparência afeminada Piu-Piu é do sexo masculino. O personagem Piu-Piu (Tweety) era originalmente rosa e se chamava Orson, porém com as críticas sobre o personagem ter uma aparência de um pássaro “pelado”, acabou ganhando depois uma plumagem amarela e um nome mais amigável ao público.
Sua primeira aparição foi em 1942 em um desenho animado intitulado "A Tale Of Two Kitties", dirigido por Bob Clampett, mas não foi emparelhado com o  Frajola até cinco anos depois. Em 1947 o Tweetie Pie empurrou-os um contra o outro pela primeira vez. O desenho animado ganhou um Óscar, e foi o início de muitos curtas.
Inicialmente tinha sido retratado simplesmente como um pássaro (selvagem) cuja espécie ainda não havia sido especificada, e foi mostrado residindo em um ninho ao ar livre em uma árvore. Em 1947 teve seu primeiro papel doméstico e sua primeira interação humana em Tweetie Pie, tendo um retrato mais notável do personagem, apesar dele ainda viver em uma gaiola localizada na casa da Vovó.
Em Portugal, a personagem antigamente chamava-se Piu-Piu e mais tarde passou a chamar-se Tweety (nome original), assim como Bugs Bunny que antigamente chamava-se Pernalonga.

## Descrição
Piu-Piu é um desenho animado que é um pequeno canário amarelo com uma cabeça enorme e pernas desproporcionalmente grandes que Frajola, tenta pegar para devorar. Apesar do tamanho e dos truques de seu inimigo, Piu-Piu sempre consegue se livrar dele, seja por seus próprios esforços, por mera sorte ou com a ajuda da Vovó (sua dona) e até do Hector, o Bulldog ou de ambos.

## Origem do Piu-Piu
Primeiramente, Piu-Piu se chamava Orson e era um filhote selvagem de cor rosa (estando nu, sem penas), era bastante ousado em sua relação com seus inimigos felinos. Mais tarde, eles o transformaram em um canário, mudando sua cor para amarelo e seu nome para Piu-Piu após algumas reclamações dos censores (sobre nudez), também, sua atitude tornou-se mais terna e inocente.

## Tweety Genesis

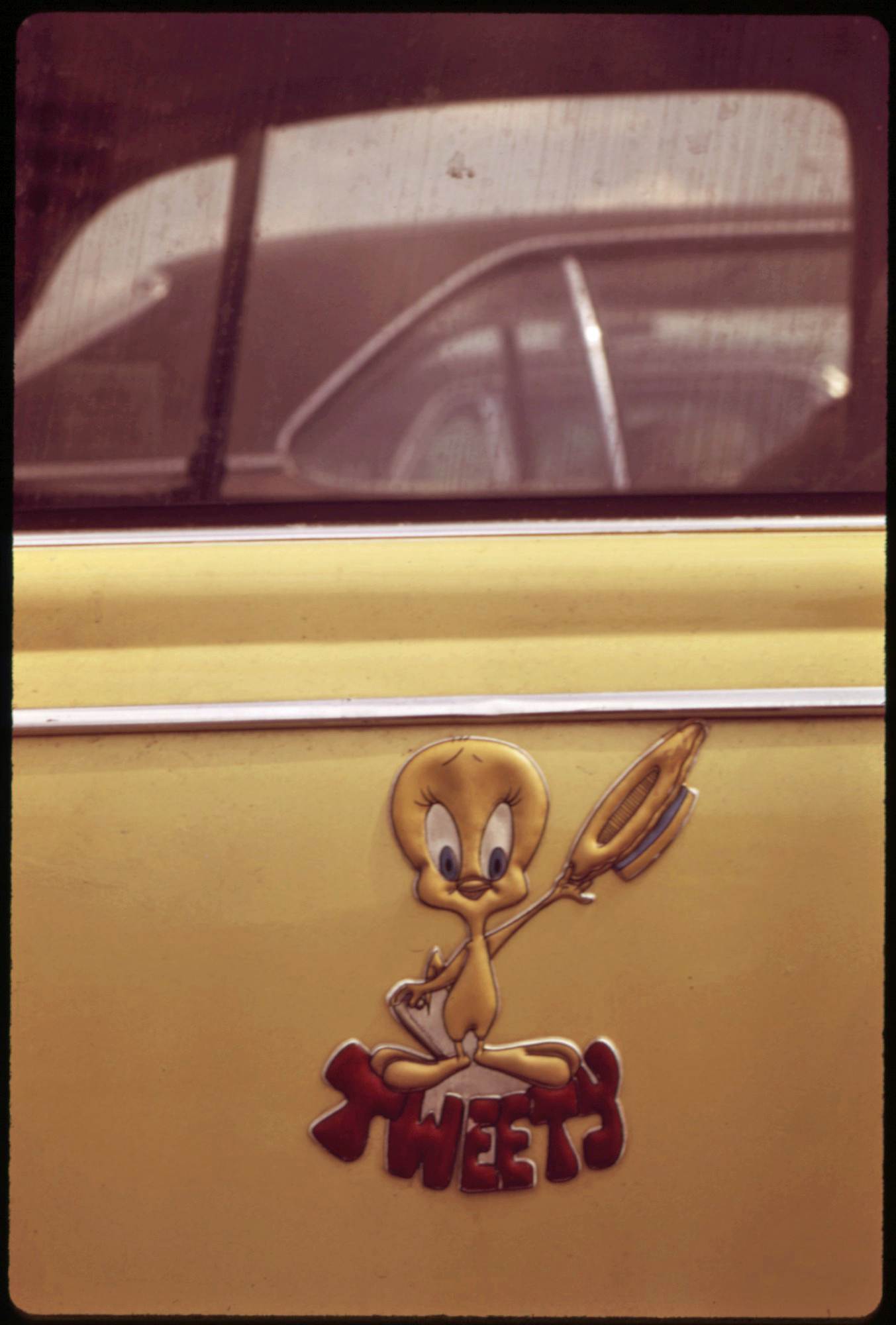
Um carro com a representação de Piu-Piu

Bob Clampett criou seu personagem com base em uma fotografia de sua própria infância. Na versão original, Tweety se expressa como um bebê, algo que o próprio Clampett costumava fazer quando brincava. A expressão típica do Piu-Piu: Achei ter visto um gatinho fofo, vem de uma frase que Clampett havia usado anos antes em uma carta a um amigo ao lado do desenho de um pássaro. Seu gênero é controverso, pois ela é considerada feminina devido a sua voz extremamente aguda e cílios longos; Embora seu criador já tenha confirmado que o canário é assexuado.

## Rivalidade
Piu-Piu (tweety) possui um inimigo chamado Sylvester assim tendo uma rivalidade, com Frajola sempre tentando comer Piu-Piu. Embora Frajola tenha conseguido colocar as mãos em Piu-Piu e até mesmo colocado em sua boca algumas vezes, nunca conseguiu realmente o comer. No fundo, Frajola tem ciúmes de Piu-Piu (Tweety) porque a avó lhe dá mais atenção.

## Dublagem
A primeira voz de Piu-piu foi a de Mel Blanc de 1942 a 1989, mais tarde foi a de Bob Bargen e Joe Alaskey desde 1995 nos Estados Unidos.
No Brasil é dublado por Sylvia Salustti e em Portugal é dublado por Paula Fonseca. Em Portugal assim como nos países lusófonos, as vozes de Piu-Piu sempre foram feitas por mulheres.